# Jacob Cornelisz van Oostsanen
Jacob Cornelisz van Oostsanen (Névváltozat: Jacob Cornelisz van Amsterdam) (Oostsanen, Amszterdam közelében 1470 körül — Amszterdam, 1533 körül) holland festő és fametsző a késő gótikus időszakban.

## Életpályája
Az észak-hollandiai Waterland területén egy kis Oostsanen nevű faluban született paraszti családban. Hogyan emelkedett a festői pályára, erről keveset lehet tudni. Utólag kiderült, hogy atyja, Cornelis Corneliusz. Buys egy alkmaari festő volt. A fiú talán Haarlemben tanult, majd Amszterdam polgára lett, s ott is halt meg. Az amszterdami Öreg templomnak (Oude Kerck) dolgozott. Egy szép oltárképet festett, amely a keresztről való levételt ábrázolta, ugyanezen templom számára festette meg képeit az Irgalmasság cselekedetéről címmel. Ezek a festményei nagyrészt elpusztultak a képrombolások idején.
Mintegy 30 festménye és 200 fametszete maradt fenn, festményei közül csak hatot írt alá, fametszeteit mind aláírta. Keresztrefeszítés/Kálvária című triptichonja jól érzékelteti azt a hagyományos gótikus stílust, amely az ő művészetét jellemzi. Egyik legkiválóbb tanítványa Jan van Scorel, aki szép tájképi háttereket festett a mester oltárképeire (sajnos ezek nagy része is a képrombolások áldozata lett). Jacob Cornelisz több vonatkozásban is kiváló festő és fametsző volt, a kompozícióteremtésben, a kidolgozásban és az érzelmek megjelenítésében. A festészetben bizonyos mértékig már a reneszánsz előfutárának is tekintik, nevezetes alkotásai: Mária-oltár (Berlin); Jeromos-oltár (Bécs); Jézus születése (Nápoly).
Fametszetei közül nevezetes az a kilenc kerek darab, amelyeket Krisztus kínszenvedéseiről készített, van egy másik Passió sorozata is, amelyet négyszögletes képekből állított össze. Kilenc darabos lovas fametszete is sikeres munka. Családjából fia, Dierick Jacobsz (1497 körül – 1567) is festő lett, kitűnt a figurális ábrázolásban. (Dierick Jacobsz természet után festett portréi eredetileg az amszterdami lövészegylet fogadóját díszítették, napjainkban pedig a Rijks-múzeumban őrzik.)

## Galéria

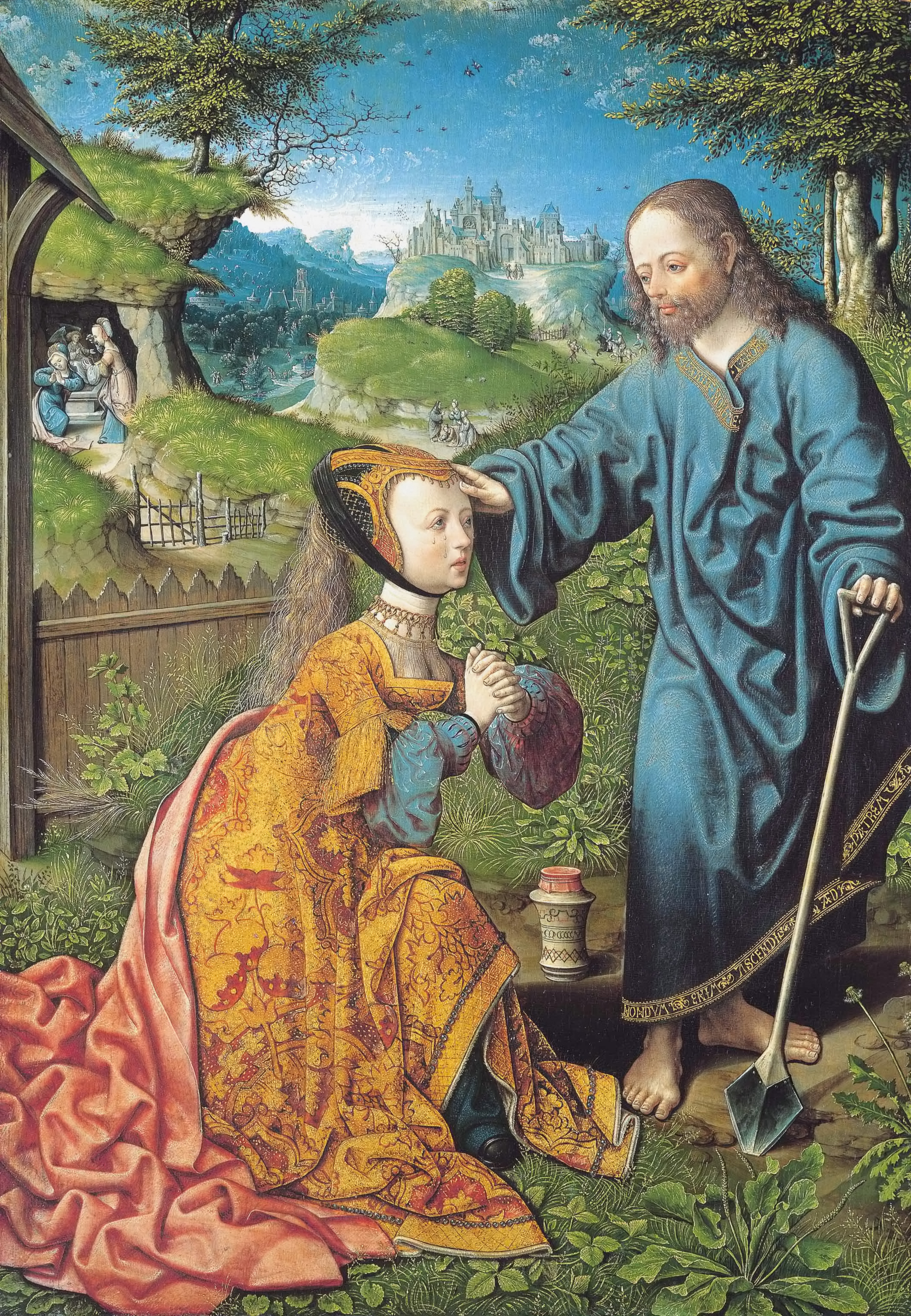
Ne érj hozzám (1507; Gemäldegalerie Alte Meister, Kassel)
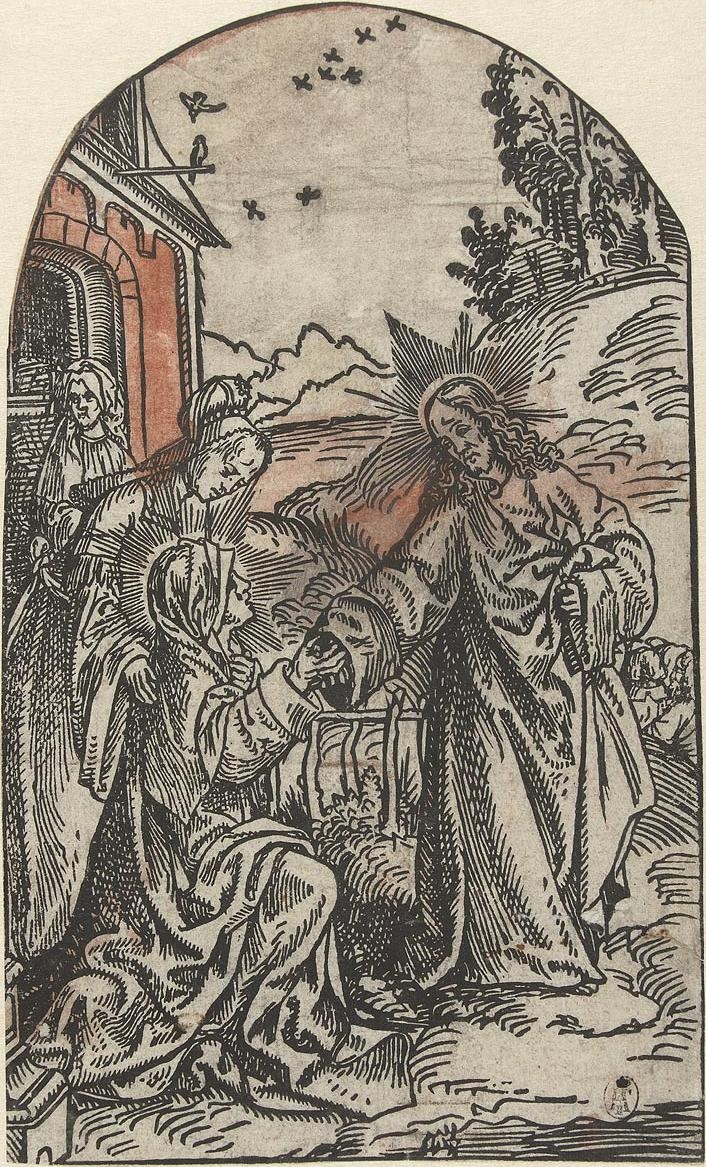
Krisztus búcsúja anyjától (1507, fametszet, Rijks-múzeum, Amszterdam)
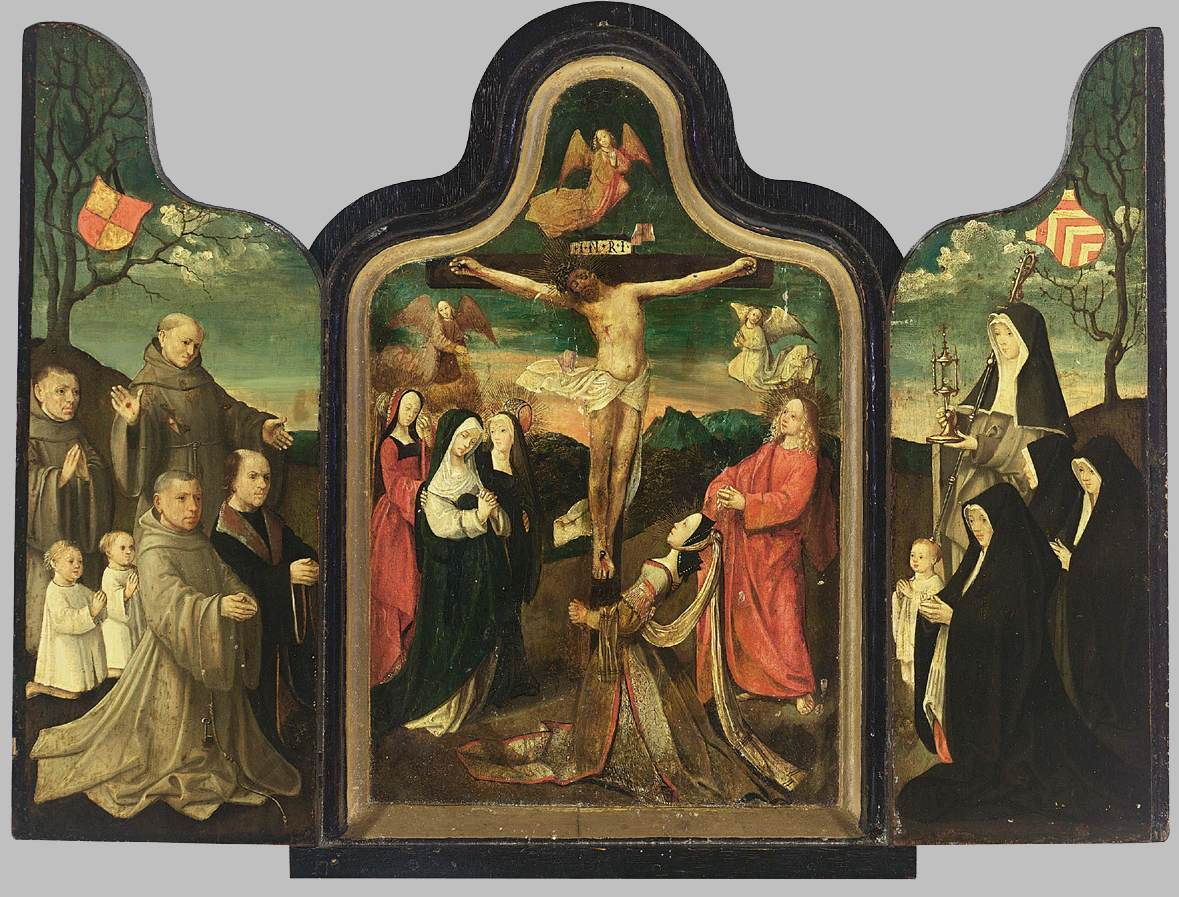
Kálvária (1510-15 között, triptichon, magángyűjteményben)
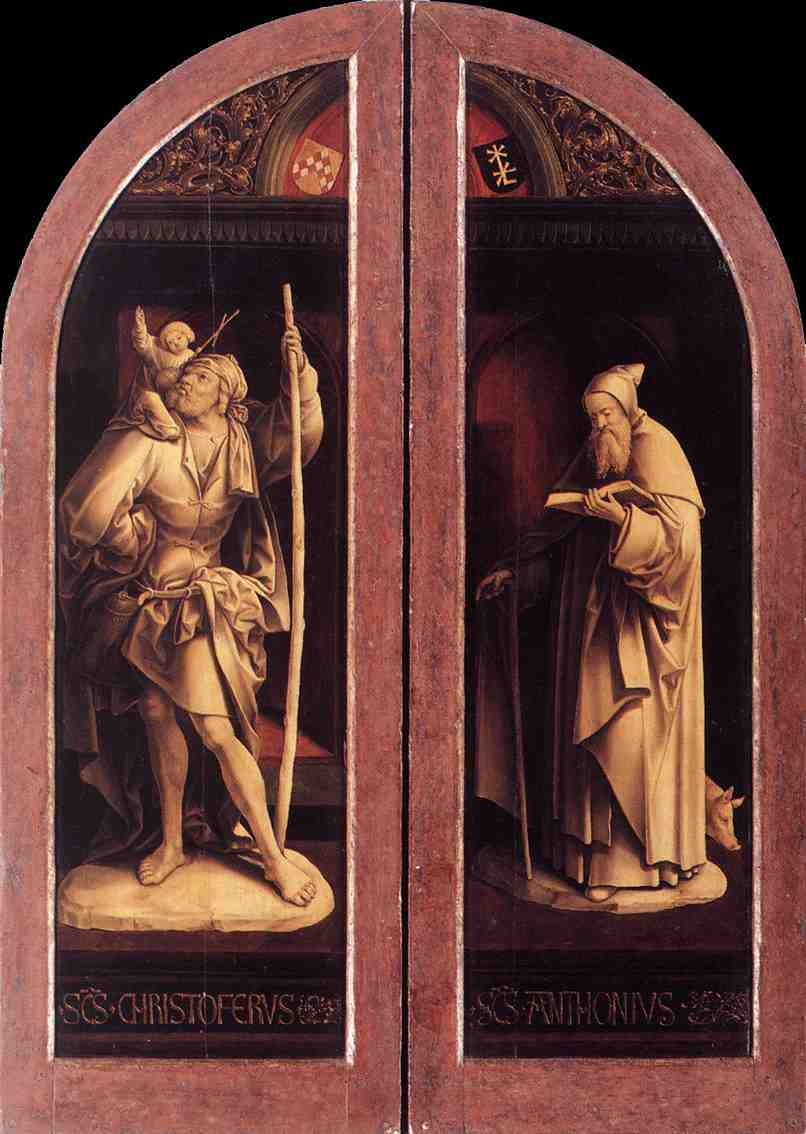
Szent Kristóf és Szent Antal (1517; Amsterdam Museum)
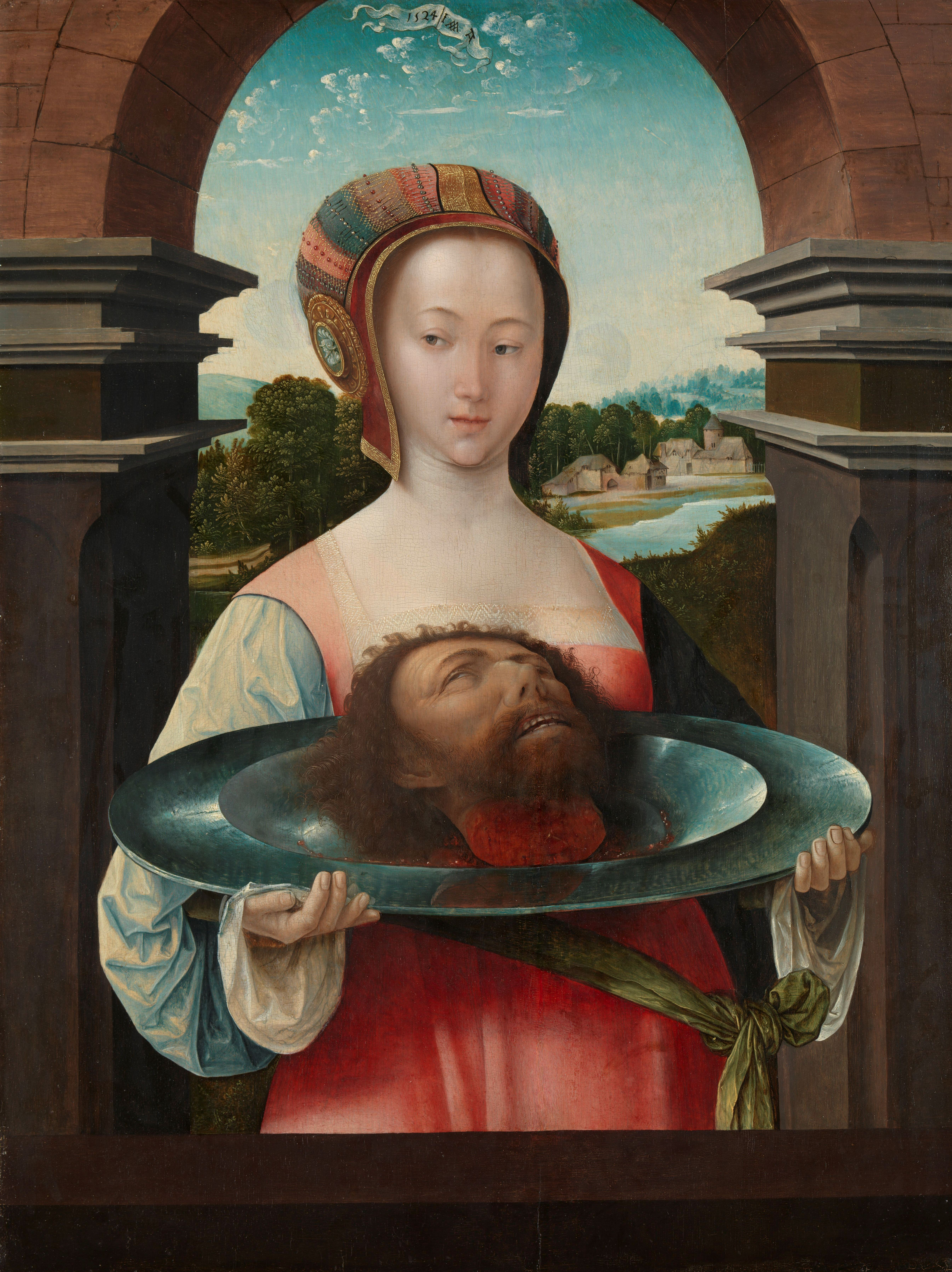
Salome Keresztelő Szent János fejével[10](1524; Rijksmuseum Amsterdam (Amszterdam)